# Henry Hübchen
Henry Hübchen (ur. 20 lutego 1947 w Berlinie) – niemiecki aktor, reżyser i muzyk słuchowisk radiowych.

## Życiorys
Urodził się w berlińskiej dzielnicy Charlottenburg jako syn księgowej i konstruktora. W 1949 wraz z rodziną przeprowadził się do Berlina Wschodniego. W wieku 19 lat zadebiutował na ekranie we wschodnioniemieckim westernie Synowie Wielkiej Niedźwiedzicy (1966). Po ukończeniu szkoły średniej rozpoczął studia na wydziale fizyki na Uniwersytecie Humboldtów w Berlinie, które porzucił po roku. W 1970 ukończył studia aktorskie w Akademii Sztuk Dramatycznych im. Ernsta Buscha w Berlinie Wschodnim.
W 1970 zadebiutował na scenie w Magdeburgu w roli zarządcy w tragedii George’a Bernarda Shawa Święta Joanna. W latach 1974–2002 był związany z teatrem Volksbühne w berlińskiej dzielnicy Mitte, gdzie także wyreżyserował przedstawienia: Wiara, miłość, nadzieja Ödöna von Horvátha (1988), Clavigo Johanna Wolfganga von Goethego (1990) i Mizantrop Moliera (1991).
Wystąpił gościnnie w wielu odcinkach serialu kryminalnego ARD Telefon 110 (Polizeiruf 110). W komedii wojennej Franka Beyera Jakub kłamca (Jakob der Lügner, 1975) na podstawie książki Jurka Beckera, poruszającej tematykę Holocaustu, nominowanej do Oscara dla najlepszego filmu nieanglojęzycznego, wcielił się w główną rolę młodego Żyda Mischy, byłego boksera–amatora, kolegi Jakuba (Vlastimil Brodský) z pracy na stacji kolejowej. Po tym jak zagrał Jakoba „Jaeckiego Zuckera” Zuckermanna w komedii Daniego Levy Siła złego na jednego (Go for Zucker!, 2005), amerykański krytyk David Denby napisał: „Doświadczony niemiecki aktor nadaje temu łobuzowi w średnim wieku bellovianowski zapał. Hübchen ma oczy łagodnego byka i maniakalną energię nastolatka”. Z kolei „The New York Times” napisał, że postać Jaeckiego Zuckera „przywodzi na myśl niemieckiego Żyda Rodneya Dangerfielda w jego radosnym chamstwie”. Kiedy Hübchen w 2005 zdobył Niemiecką Nagrodę Filmową dla najlepszego aktora, zapisał się w historii kina swoim przemówieniem: „Ja, mały komunista, pokonałem Adolfa Hitlera!” komentując w ten sposób, że aktor grający Adolfa Hitlera w filmie Upadek również był nominowany.
W 1977 zawarł związek małżeński z Sanną Hübchen, z którą ma dwie córki – Theresę i Franziskę. Obecnie mieszka w Pankow.

## Filmografia

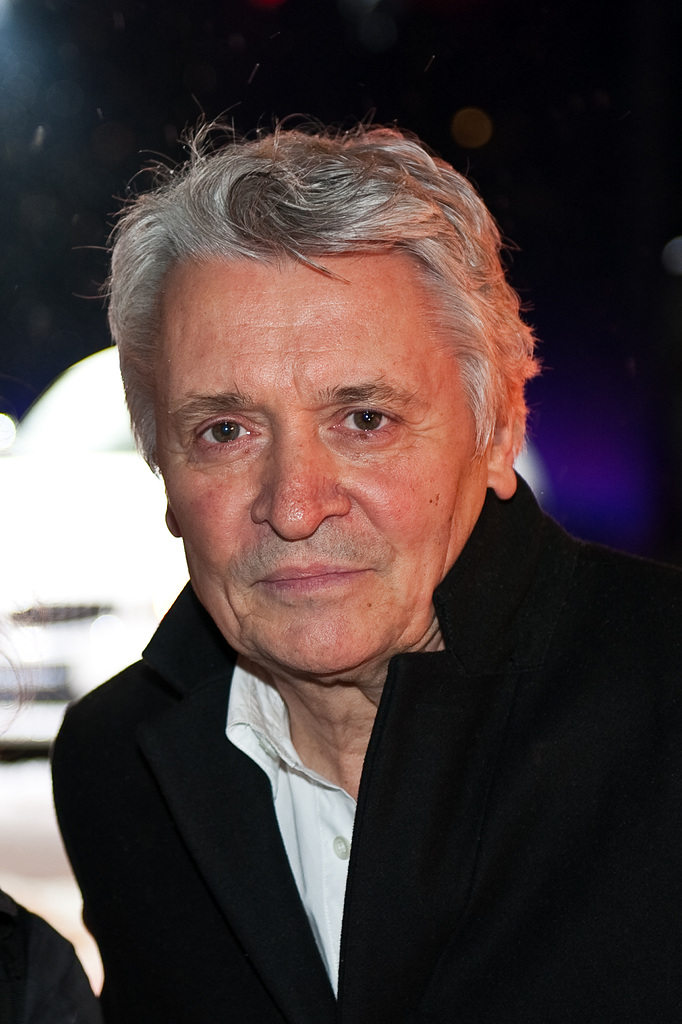
Henry Hübchen Berlinale 2010

### Filmy
- 1966: Synowie Wielkiej Niedźwiedzicy jako młody mężczyzna
- 2003: Światła jako Wilke
- 2009: Gęsiareczka jako król Gustaw
- 2010: Zakochany Goethe jako Johann Kaspar Goethe
- 2012: Jezus mnie kocha jako Gabriel

### Seriale
- 1972: Telefon 110 – odc. „Pyłek kwiatowy” jako Peter Lindau
- 1978: Telefon 110 – odc. „Ostatnia szansa” jako Gerd Paulus
- 1980: Telefon 110 – odc. „Zasadzka” jako Heiner Bauer
- 1981: Telefon 110 – odc. „Polowanie na trufle” jako Detlef Franzius
- 1985: Telefon 110 – odc. „Sieć dryfująca” jako Justus Klann
- 1986: Telefon 110 – odc. „Z przebiegłością i podstępem” jako Dieter „Jimmy“ Klöppel
- 1988: Telefon 110 – odc. „Broń w płynie” jako Wiesmeier alias Pückler
- 1993: Tatort – odc. „Spalona gra” jako dr Günter Fischer
- 1993: Tatort – odc. „Teraz i wszystko” jako Pan Wille
- 1997: Telefon 110 – odc. „Stokrotka” jako Achim Jahnke
- 2001: Tatort – odc. „Niepozorna kobieta” jako Alfred Stellmacher
- 2003: Telefon 110 – odc. „Zaginiony” jako nadinspektor Tobias Törner
- 2004: Telefon 110 – odc. „Głupi jak chleb” jako Tobias Törner, główny detektyw-inspektor
- 2004: Telefon 110 – odc. „Koniec zimy” jako Tobias Törner
- 2005: Telefon 110 – odc. „Pozostały urlop” jako Tobias Törner
- 2005: Telefon 110 – odc. „Do przodu i do tyłu” jako Tobias Törner
- 2011: Telefon 110 – odc. „Krwawa ulica” jako Walter Klaue

## Nagrody
- 1993: Friedrich-Luft-Preis, nagroda zespołowa za spektakl Volksbühne Reńscy rebelianci (Rheinische Rebellen)
- 1994: Aktor Roku (Schauspieler des Jahres)
- 2000: Theaterpreis Berlin
- 2005: Deutscher Filmpreis
- 2005: Adolf-Grimme-Preis
- 2013: Ernst-Lubitsch-Preis
- 2012: Paula-Preis – Progress Film GmbH
- 2014: Ernst-Lubitsch-Preis Da geht noch was
- 2015: Premio Bacco
- 2018: Askania Lebenswerk Award
- 2018: Berliner Bär (B.Z.-Kulturpreis)
- 2018: Złoty Wół – Nagroda Honorowa Festiwalu Filmowego Meklemburgii-Pomorza Przedniego